# Два часа с бардами
«Два часа с бардами» — советский художественно-документальный телефильм об авторской песне, снятый известным режиссёром Александром Стефановичем в 1987 году.
В 1988 году был выпущен в кинопрокат под названием «Барды».

## О фильме
Картина рассказывает о зарождении и развитии жанра авторской песни и охватывает период отечественной истории 1952—1987 гг. Важнейшие события в жизни нашей страны демонстрируются параллельно с  исполнением авторских песен, созданных в те годы.  В фильме использованы многочисленные архивные материалы, представляющие собой историческую хронику и отрывки выступлений авторов и  исполнителей, стоявших у истоков авторской песни: Ю. Визбора, Б. Окуджавы, А. Галича, В. Высоцкого,  а также А. Дольского, Ю. Кима, А. Макаревича, Л. Сергеева и других. Выступления бардов перемежаются комментариями историка Натана Эйдельмана, писателя Фазиля Искандера и автора-исполнителя Александра Розенбаума, песни которого также присутствуют в фильме.

В фильме «Два часа с бардами» демонстрируются образы двух знаковых пространств — истории страны и истории  авторской песни. Первые кадры  — зрители собирающиеся  на Грушинский фестиваль, подготовка сцены в форме огромной гитары, как бы плывущей по воде, настройка динамиков и  микрофонов — идут  на фоне  песни Олега Митяева «Как здорово, что все мы здесь сегодня собрались». В финальном эпизоде, эпилоге, знаковым локусом становится Арбат эпохи перестройки, при этом пространство культуры расширяется как в прошлое, так и в будущее, и авторская песня вписывается в  широкий культурно-исторический контекст…

## Треклист
| №   | Название                                          | Исполнитель                          | Длительность |
| --- | ------------------------------------------------- | ------------------------------------ | ------------ |
| 1.  | «Как здорово, что все мы здесь сегодня собрались» | Олег Митяев                          |              |
| 2.  | «Моё поколение»                                   | Владимир Капгер                      |              |
| 3.  | «Мой отец»                                        | Олег Митяев                          |              |
| 4.  | «Подарите мне море»                               | Юрий Визбор                          |              |
| 5.  | «Спокойно, дружище»                               | Юрий Визбор                          |              |
| 6.  | «Сентиментальный марш»                            | Булат Окуджава                       |              |
| 7.  | «Пожелание друзьям»                               | Булат Окуджава                       |              |
| 8.  | «Песенка о ночной Москве»                         | Булат Окуджава                       |              |
| 9.  | «Арбатский романс»                                | Булат Окуджава                       |              |
| 10. | «Атланты»                                         | Александр Городницкий, Михаил Столяр |              |
| 11. | «Я верю вам»                                      | Александр Дольский                   |              |
| 12. | «Песенка пессимиста»                              | Александр Дольский                   |              |
| 13. | «Третий лишний»                                   | Юлий Ким                             |              |
| 14. | «Я — это я»                                       | Леонид Сергеев                       |              |
| 15. | «После вечеринки»                                 | Александр Галич                      |              |
| 16. | «Старательский вальсок»                           | Александр Галич                      |              |
| 17. | «Когда я вернусь»                                 | Александр Галич                      |              |
| 18. | «Памяти Галича»                                   | Андрей Макаревич                     |              |
| 19. | «Цензура»                                         | Андрей Макаревич                     |              |
| 20. | «Мой приятель-художник»                           | Андрей Макаревич                     |              |
| 21. | «По морю плавать…»                                | Андрей Макаревич                     |              |
| 22. | «Посвящение Александру Розенбауму»                | Андрей Макаревич                     |              |
| 23. | «Песня врача „скорой помощи“»                     | Александр Розенбаум                  |              |
| 24. | «Гоп-стоп»                                        | Александр Розенбаум                  |              |
| 25. | «Камикадзе»                                       | Александр Розенбаум                  |              |
| 26. | «Утиная охота»                                    | Александр Розенбаум                  |              |
| 27. | «В горах Афгани»                                  | Александр Розенбаум                  |              |
| 28. | «Эй, шофёр»                                       | Владимир Высоцкий                    |              |
| 29. | «Охота на волков»                                 | Владимир Высоцкий                    |              |
| 30. | «Купола»                                          | Владимир Высоцкий                    |              |
| 31. | «О фатальных датах и цифрах»                      | Владимир Высоцкий                    |              |
| 32. | «О чём же поют ныне дети Арбата»                  | Александр Розенбаум                  |              |